# King George Discovery
King George Discovery var ett svenskt psykedeliskt soulband. 
Den amerikanske soulsångaren King George Clemons (född 3 oktober 1938) kom 1967 till Skandinavien tillsammans med Harlem Kiddies. Han bildade gruppen King George Discovery tillsammans med Anders Nordh på gitarr och Paul "Palle" Sundlin på bas (båda från Trolls) samt Lennart "Lily" Bergman på trummor. Singeln är en nyinspelning av en gammal Harlem Kiddies-låt. Albumet innehåller funkig soul med Jimi Hendrix-influenser. Bandet upplöstes under inspelningen av ett andra album, som ej blev utgivet. Nordh och Sundlin bildade senare bandet Life, medan King George Clemons bildade Red White & Blues.

## Diskografi
Singlar
- 1968 – "I'm the Best" / "Hold me Closer" (Columbia DS2408)

Studioalbum
- 1969 – King George Discovery (Haparanda AL02)